# Deutsch Angus
Die Rinderrasse Deutsch Angus wurde in den 1950er Jahren in der Bundesrepublik Deutschland durch Verdrängungskreuzung verschiedener einheimischer Rinderrassen wie Deutsche Holstein Farbrichtung Schwarzbunt/Rotbunt und Fleckvieh in Aberdeen Angus gezüchtet.
Die Rasse wird vor allem in der Mutterkuhhaltung zur Fleischproduktion, aber auch zur Landschaftspflege gehalten. Die Tiere sind entweder einfarbig schwarz oder rot und stets hornlos. Bullen haben durchschnittlich bei einer Widerristhöhe von 145 cm ein Gewicht von 1.100 kg, Kühe bei 136 cm etwa 700 kg. Weitere Merkmale sind Leichtkalbigkeit und Gutmütigkeit.
Es gibt etwa 25.000 Mutterkühe, von denen annähernd 8.000 im Herdbuch geführt werden.